# Peter van den Bergh
Peter van den Bergh (Grevenbicht, 30 augustus 1963) is een voormalig Nederlands voetballer die tijdens zijn profloopbaan uitsluitend voor FC VVV speelde, meestal als centrumspits.
Als veel scorende spits van amateurclub VV Armada trok Van den Bergh op jeugdige leeftijd de aandacht van profclubs. In 1982 was hij even op proef bij Roda JC en een jaar later maakte hij de overstap naar FC VVV dat destijds werd getraind door Sef Vergoossen. De aanvaller maakte daar zijn competitiedebuut op 21 augustus 1982 tijdens een thuiswedstrijd tegen Telstar (1–1), als invaller voor Henk Janssen. Mede vanwege een langdurige meniscusblessure bleven zijn optredens bij de Venlose eerstedivisionist beperkt tot enkele invalbeurten. Na twee jaar keerde Van den Bergh terug op het oude nest bij Armada, waar hij nog jarenlang in het eerste elftal zou spelen.

## Profstatistieken
| Seizoen         | Club            | Competitie      | Competitie | Competitie | Beker | Beker | Overige | Overige | Totaal | Totaal |
| Seizoen         | Club            | Competitie      | Wed.       | Dlp.       | Wed.  | Dlp.  | Wed.    | Dlp.    | Wed.   | Dlp.   |
| --------------- | --------------- | --------------- | ---------- | ---------- | ----- | ----- | ------- | ------- | ------ | ------ |
| 1982/83         | FC VVV          | Eerste divisie  | 1          | 0          | 0     | 0     | 2       | 0       | 3      | 0      |
| 1983/84         | FC VVV          | Eerste divisie  | 2          | 0          | 0     | 0     | 0       | 0       | 2      | 0      |
| Carrière totaal | Carrière totaal | Carrière totaal | 3          | 0          | 0     | 0     | 2       | 0       | 5      | 0      |